# Лиед, Финн
Фи́нн Ли́ед (норв. Finn Lied; 12 апреля 1916, Фана, Берген, Хордаланн, Вестланн, Норвегия — 10 октября 2014, Осло, Норвегия) — норвежский военный и государственный деятель, инженер, министр промышленности Норвегии с 17 марта 1971 по 18 октября 1972 года.
Выпускник Норвежского института технологий, инженер по специальности, Финн Лиед внёс большой вклад в повышение обороноспособности страны, а также фактически направил доходы от продажи нефти на строительство социального государства в Норвегии. За свою профессиональную карьеру занимал свыше сорока должностей, удостоен рядом наград, в том числе звания британского Рыцаря Командора Королевского Викторианского ордена.

## Биография

### Ранние годы и образование
Родился 12 апреля 1916 года в боро Фана города Берген в Норвегии в семье аптекаря Сигвальда Лиеда (1875—1932) и фармацевта Астри Скьотт (1882—1938). Когда Норвегия подверглась нападению Германии в 1940 году Финн изучал электротехнику в Норвежском институте технологий. Вскоре Лиед стал участником движения сопротивления, организованного в студенческой среде в Тронхейме. В 1941 году он бежал в Швецию, где в течение года работал военным атташе Норвегии в Стокгольме, затем переехал в Великобританию. После окончания учебных курсов для офицеров (1942—1943 год) поступил на работу в отдел связи Верховного командования вооруженных сил в Лондоне. В то же время Лиед принимал участие в переброске в Тронхейм тридцатикилограммовых радиопередатчиков для групп сопротивления, которые передавали англичанам точную информацию о передвижениях немецких военных кораблей. Через девять месяцев он был арестован служащими шведской пограничной полиции, обнаруживших таблетки цианида в его карманах. В 1944—1945 годах Лиед служил в Армии Норвегии в звании капитана. В 1946 году окончил Норвежский институт технологий со степенью магистра естественных наук, после чего проходил практику в Кавендишской лаборатории Кембриджского университета.

### На государственных и общественных постах
С 1946 Лиед работал в Норвежском центре оборонных исследований, а в 1957 году стал его руководителем. С 17 марта 1971 по 18 октября 1972 года занимал пост министра промышленности Норвегии в первом правительстве Трюгве Браттели. После отставки с поста министра промышленности Лиед вернулся на должность руководителя Центра оборонных исследований, которую занимал до 1983 года. На протяжении второй половины XX века Финн Лиед во-многом определял политику Норвегии в области научных исследований, производства и нефтедобычи. Один из его основополагающих принципов заключался в том, что любые политические решения должны быть научно обоснованы. Заняв пост министра, он прежде всего принял ряд мер по ускорению научно-исследовательских разработок в промышленности. Позже Лиед говорил, что в данной сфере «мы рассматривали восстановление в качестве продолжения Сопротивления».
В 1973 году Лиед совместно с Йенсом Кристианом Хауге основал государственную нефтяную компанию «Statoil» и до 1984 года занимал пост её председателя. Секретарь Лиеда Арве Йонсен стал первым директором «Statoil». В период руководства нефтяной компанией Лиед благодаря новой схеме управления, усовершенствованной налоговой системе и национализации шельфовых месторождений добился большего использования доходов от продажи нефти на строительство социального государства и защиту окружающей среды. Лиед сыграл большую роль в развитии производства ракетной техники, береговой артиллерии, подводных лодок и ракетных торпедных катеров. За всю свою карьеру Лиед проработал на более чем 40 постах в различных государственных советах и ведомствах.
С 1971 года Финн Лиед был членом Норвежской академии наук, а также сотрудником Норвежской академии технологических наук. Параллельно Лиед занимался общественной деятельностью: в 1982 году он стал членом группы «Друзья Израиля» в Норвежском рабочем движении, с 1978 по 1993 год входил в состав Норвежского комитета помощи госпиталю Шаарей-Цедек. После ухода с государственной службы на пенсию в 1983 году, Лиед с 1988 по 1992 год возглавлял Государственную телекоммуникационную компанию, с 1985 по 1986 год был председателем Комитета по космической политике Норвегии, с 1979 по 1985 год — председателем комитета по энергетике в Научном совете Норвегии, а с 1980 по 1995 год — председателем компании «Simrad AS». Одновременно с этим Лиед работал в Институте энергетических технологий, когда ему было уже далеко за 90 лет.
До последних дней Лиед сохранял политическую активность, входя вместе с Хоконом Ли, Тором Аспергреном и Йенсом Кристианом Хауге в так называемую «банду четырёх» старейших членов Норвежской рабочей партии, обладавших сильным влиянием и регулярно встречавшимися для обсуждения текущих политических вопросов. Лиед публично критиковал лидеров бизнеса и политиков за их личную жадность, был сторонником развития Европейского союза, вместе с партийными ветеранами выступал против частичной приватизации государственной нефтяной компании «Statoil» и телефонных компаний «Telenor» и «Kongsberg Gruppen», говоря о том, что «грустно видеть как рабоче-партийцы разрушают государственный сектор, увлёкшись примитивными условиями рыночной экономики», а также против приватизации энергетической компании «Statkraft» — потому что «гидроэнергетика является национальным ресурсом, который должен оставаться в норвежских руках и использоваться в интересах населения». Лиед резко выступал против политики лидера Норвежской рабочей партии экономиста Йенса Столтенберга, заявляя, что инициированная им «приватизация Statoil стала крупнейшей глупостью в истории Норвегии и самым большим когда-либо совершённым грабежом норвежского народа!».

### Смерть и похороны
Финн Лиед скончался в Осло в ночь на 10 октября 2014 года в возрасте 98 лет. Лидер Норвежской рабочей партии Йонас Гар Стёре отметил, что «Финн Лиед был строителем промышленности и общества, прочно стоящим на вере в знания и хорошие исследования. После его смерти, Норвегия задолжала ему спасибо». Позже Стёре выпустил некролог по Лиеду, в котором сказал, что он «на протяжении нескольких десятилетий был одним из главных стратегов промышленной политики страны. Он был пионером рабочего движения».
14 октября Лиед был похоронен в церкви Шедсму.

## Награды
Финн Лиед был кавалером Медали оборонной службы с лавровой ветвью, в 1980 году стал Командором Ордена Святого Олафа, в 1982 году — Рыцарем Командором британского Королевского Викторианского ордена.

## Память
В дополнение к биографиям Хокона Ли, Оскара Торпа и Рейульфа Стина, норвежский писатель Ханс Улав Лалум начал работу над книгой о Финне Лиеде.